# Przeciwstraż

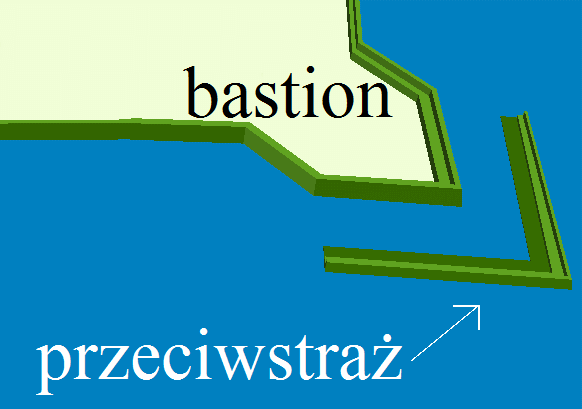
Przeciwstraż

Przeciwstraż (kontrgard, enwelopa) – dodatkowy wał ziemny w dawnych fortyfikacjach, usypany przed czołem bastionu lub rawelinem, wykorzystywany jako stanowisko ogniowe artylerii, stosowany dla osłony skarpy.
Podobny wał, lecz przeznaczony dla piechoty to słoniczoło (kufrfas).